# Ioannis Grivas
Ioannis Grivas (griechisch Ιωάννης Γρίβας, * 23. Februar 1923 in Kato Tithorea, Präfektur Fthiotida; † 27. November 2016) war ein griechischer Richter. Er war 1989 für rund sechs Wochen Ministerpräsident.
Grivas absolvierte ein Studium der Rechtswissenschaften an der Universität Athen und war seit 1954 als Richter tätig. Später war Richter an dem Gericht, dass die Führer der Militärdiktatur von 1967 bis 1974 verurteilte. 1979 wurde er zum Richter am Obersten Gericht (Areios Pagos) berufen und stieg dort 1986 zu dessen Vizepräsidenten auf. Als solcher war er auch Vorsitzender des Sondergerichts zur Verurteilung von Vizeministern der PASOK-Regierung 1985 bis 1987, nachdem diese an einem Wirtschaftsskandal beteiligt waren. 1989 wurde er schließlich Präsident des Obersten Gerichts.
Nachdem weder PASOK noch Nea Dimokratia (ND) in der Nationalversammlung eine regierungsfähige Mehrheit zustande brachten, wurde Grivas nach dem Rücktritt von Ministerpräsident Tzannis Tzannetakis am 11. Oktober 1989 aufgrund der Verfassung Ministerpräsident einer Übergangsregierung. Nachdem PASOK und ND auch in den anschließenden Wahlen keine regierungsfähigen Mehrheiten erreichen konnten, trat Grivas am 23. November 1989 zugunsten von Xenophon Zolotas zurück, der eine Koalitionsregierung aus den drei in der Nationalversammlung vertretenen Parteien bildete.
1990 trat Grivas auch als Präsident des Obersten Gerichtes zurück.

## Biographische Quellen und Hintergrundinformationen
- Kurzbiographie in rulers.org
- Ministerliste des Kabinetts 1989